# Janusz Zarzycki

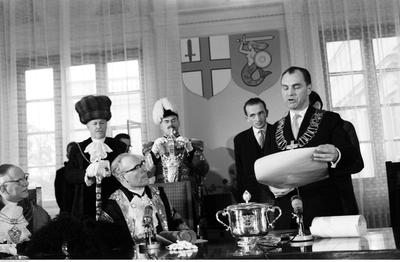
Janusz Zarzycki (z prawej) witający w Warszawie Lorda majora Londynu sir Ralpha Perringa, czerwiec 1962

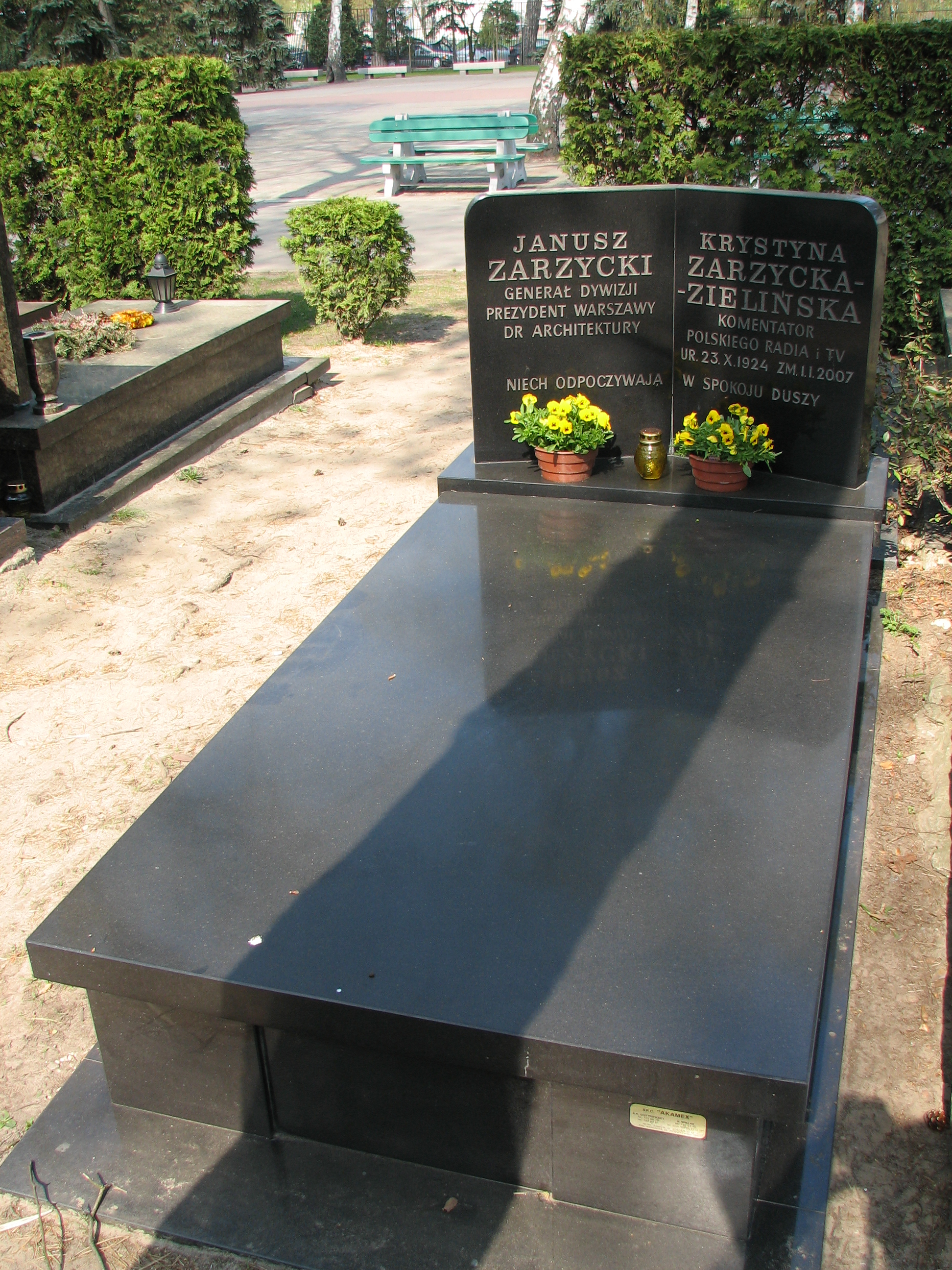
Grób Janusza Zarzyckiego i jego żony Krystyny na cmentarzu Wojskowym na Powązkach w Warszawie

Janusz Zarzycki, ps. Wojtek (ur. 15 kwietnia 1914 w Pruszkowie, zm. 15 lutego 1995 w Warszawie) – polski architekt i polityk komunistyczny, generał dywizji Wojska Polskiego, szef Głównego Zarządu Politycznego WP, przewodniczący Związku Walki Młodych i Związku Młodzieży Polskiej, prezes ZBoWiD, przewodniczący prezydium Miejskiej Rady Narodowej m.st. Warszawy, wiceminister obrony narodowej oraz poseł na Sejm PRL II, III i IV kadencji. Sprawiedliwy wśród Narodów Świata.

## Życiorys
Urodził się pod nazwiskiem Neugebauer, był synem Edmunda i Jadwigi. W 1932 został absolwentem Gimnazjum im. Tadeusza Czackiego w Warszawie i do 1935 studiował na Politechnice Warszawskiej. W czasie studiów należał do Związku Polskiej Młodzieży Demokratycznej. 
W latach 1937–1938 ukończył Mazowiecką Szkołę Podchorążych Rezerwy Artylerii w Zambrowie oraz był wychowawcą w świetlicy robotniczej w Warszawie. Wziął udział w wojnie obronnej w 1939, w składzie 28 Dywizjonu Artylerii Ciężkiej. W latach 1939–1941 był studentem Lwowskiego Instytutu Politechnicznego, od 1940 pracując także jako technik budowlany przy budowie Teatru Lwowskiego. W 1941 powrócił do Warszawy. Do 1942 pracował jako technik budowlany w Społecznym Przedsiębiorstwie Budowlanym w Warszawie. W tymże roku został żołnierzem Związku Walki Wyzwoleńczej i członkiem Polskiej Partii Robotniczej, a także oficerem sztabowym Gwardii Ludowej, gdzie był szefem wydziału wyszkolenia. W 1943 został aresztowany i do 1945 przebywał w niemieckich obozach (Auschwitz-Birkenau i Buchenwald). 
Po II wojnie światowej związany z Wojskiem Polskim. Od 1945 do 1947 był oficerem Zarządu Głównego Wydziału Politycznego WP, a w latach 1956–1960 szefem Głównego Zarządu Polityczno-Wychowawczego Wojska Polskiego i Głównego Zarządu Politycznego WP. W 1949 był delegatem Krajowej Rady Obrońców Pokoju na Kongres Obrońców Pokoju w Paryżu. Od 1949 do 1956 pełnił funkcję prezesa Centralnego Urzędu Szkolenia Zawodowego.
Od 1947 do 1948 był przewodniczącym Zarządu Głównego Związku Walki Młodych oraz zastępcą członka Komitetu Centralnego PPR, z którą przystąpił do Polskiej Zjednoczonej Partii Robotniczej. Wraz z ZWM współtworzył zaś Związek Młodzieży Polskiej, któremu Zarządowi Głównemu przewodniczył do 1949. W latach 1948–1954 i 1959–1964 był członkiem Komitetu Centralnego PZPR. Od 1948 do 1954 zasiadał także w Biurze Organizacyjnym kolejno PPR i PZPR, a w latach 1954–1959 w Centralnej Komisji Rewizyjnej PZPR. Był delegatem na cztery pierwsze zjazdy tej partii. W latach 50. związany z frakcją puławian. Od 1956 do 1960 pełnił funkcję wiceministra obrony narodowej. Od 14 maja 1956 do 17 grudnia 1956 i od 5 maja 1960 do 29 grudnia 1967 był przewodniczącym prezydium Miejskiej Rady Narodowej m.st. Warszawy. W latach 1957–1969 był posłem na Sejm PRL II, III i IV kadencji. Od 1956 do 1964 pełnił funkcję prezesa Zarządu Głównego Związku Bojowników o Wolność i Demokrację. Na kolejnych kongresach (1969, 1974, 1979, 1985) był wybierany w skład Rady Naczelnej ZBoWiD. Zasiadał też w Ogólnopolskim Komitecie Frontu Jedności Narodu. Po 1967 pełnił funkcję dyrektora Instytutu Urbanistyki i Architektury w Warszawie. Od 1987 był członkiem Obywatelskiego Konwentu Konsultacyjnego przy przewodniczącym Rady Narodowej m.st. Warszawy. 
W 1988 roku, za bezinteresowną pomoc okazaną w 1942 roku dwóm uciekinierom z getta, Mosze Wassermanowi i Stanisławowi Sierpińskiemu, otrzymał tytuł Sprawiedliwego wśród Narodów Świata.
Pochowany wraz z żoną na cmentarzu Wojskowym na Powązkach w Warszawie (kwatera A3 tuje-2-29).

## Awanse
W trakcie służby  wojskowej otrzymywał awanse na kolejne stopnie wojskowe:
- podporucznik rezerwy – sierpień 1939
- kapitan Gwardii Ludowej – styczeń 1942
- major Gwardii Ludowej – kwiecień 1942
- podpułkownik – czerwiec 1944
- pułkownik – grudzień 1945
- generał brygady – grudzień 1946
- generał dywizji – lipiec 1957

## Życie prywatne
Mieszkał w Warszawie. Dwukrotnie żonaty. Pierwszą żoną była Anna z domu Agopsowicz (1914–1983). Drugą małżonką była dziennikarka Krystyna Zielińska-Zarzycka z domu Dąbrowa (1924–2007). Miał dwoje dzieci.

## Ordery i odznaczenia
- Order Sztandaru Pracy I klasy (1964)[10]
- Krzyż Komandorski Orderu Odrodzenia Polski
- Order Krzyża Grunwaldu III klasy (1945)
- Krzyż Srebrny Orderu Virtuti Militari (19 grudnia 1945)
- Krzyż Partyzancki (1946)
- Krzyż Oświęcimski (1985)[11]
- Medal za Warszawę 1939–1945 (17 stycznia 1946)[12]
- Medal „Za udział w walkach w obronie władzy ludowej” (1986)[13]
- Brązowy Medal „Siły Zbrojne w Służbie Ojczyzny” (1957)
- Medal 10-lecia Polski Ludowej
- Odznaka 1000-lecia Państwa Polskiego (1966)[14]
- Złoty Znak Związku Ochotniczych Straży Pożarnych (1965)[15]
- Złota Honorowa Odznaka PTTK (1960)[16]
- Złota odznaka związkowa Związku Zawodowego Nauczycielstwa Polskiego (1955)[17]
- Złota odznaka honorowa „Za Zasługi dla Warszawy” (1964)[18]
- Krzyż Czechosłowackiego Wojskowego Orderu Lwa Białego „Za zwycięstwo” (1949)[19]
- Order Flagi Narodowej I stopnia (KRLD, 1954)[20]
- Order Narodowy Zasługi (Francja, 1967)[21]
- Krzyż Komandorski Orderu Zasługi Republiki Włoskiej (1967)[22]
- Medal pamiątkowy miasta Skopje za pomoc przy odbudowie miasta (1967)[23]
- Medal Sprawiedliwy wśród Narodów Świata (1988)[24]